# Llista d'astrònoms
Un astrònom o astrofísic és un científic on l'àrea d'investigació i estudi és l'astronomia o astrofísica.
| Índex A B C D E F G H I J K L M N O P Q R S T U V W X Y Z |

## A
- Marc Aaronson (Estats Units, 1950 - 1987)
- George Ogden Abell (Estats Units, 1927 - 1983)
- Antonio Abetti (Itàlia, 1846 - 1928)
- John Couch Adams (Regne Unit, 1819 - 1892)
- Walter Sidney Adams (Estats Units, 1876 - 1956)
- George Biddell Airy, (Anglaterra 1801 - 1892)
- Sylvain Julien Victor Arend, 1902 - 1992
- Al-Battaní (Iraq, 850 - 929)
- Harold Lee Alden (Estats Units, 1890 - 1964)
- Abd-ar-Rahman as-Sufí, (Pèrsia, 903 - 986)
- Anders Ångström (Suècia, 1814 - 1874)
- Muhàmmad ibn Mussa al-Khwarazmí, (Pèrsia, 780 - 850)
- Dominique Arago (França, 1786 - 1853)
- Aristarc (Samos, 310 aC - 230 aC)
- Aryabhata (476 - 550)
- Hannes Alfvén (Suècia, 1908 - 1995)
- Averrois (Còrdova, 1126 - Marràqueix, 1198)
- Az-Zarqalí (Qurtuba, c. 1029 - Isbiliya, 1087)

## B
- Walter Baade (Alemanya, 1893 - 1960)
- John Bahcall (Estats Units, 1934)
- Jean Sylvain Bailly (França, 1736-1793)
- Benjamin Banneker (Estats Units, 1731 - 1806)
- Edward Barnard (Estats Units, 1857 - 1923)
- Bart Jan Bok (Països Baixos/Estats Units, 1906-1983)
- Johann Bayer (Alemanya, 1572 - 1625)
- Wilhelm Beer (Alemanya, 1797 - 1850)
- Jocelyn Bell (Irlanda, 1943)
- Friedrich Wilhelm Bessel (Alemanya, 1784 - 1846)
- Johann Elert Bode (Alemanya, 1747 - 1826)
- Niels Bohr (1885 - 1962)
- Bart Bok (Països Baixos, 1906 - 1983)
- Charles Thomas Bolton (Estats Units, 1943)
- Ruder Josip Boškovic (Dalmàcia, 1711 - 1787)
- James Bradley (Anglaterra, 1693 - 1762)
- Tycho Brahe (Dinamarca, 1546 - 1601)
- Margaret Burbidge (Regne Unit, 1919)

## C
- Annie Jump Cannon (Estats Units, 1863 - 1941)
- Giovanni Domenico Cassini (França, 1625 - 1712)
- Bonaventura Cavalieri (Itàlia, 1598 - 1647)
- Vincenzo Cerulli (Itàlia, 1859 - 1927)
- Anders Celsius, (Suècia, 1701-1744)
- Subrahmanyan Chandrasekhar (Índia, Estats Units, 1910 - 1995)
- Auguste Charlois (França, 1864 - 1910)
- James Christy (Estats Units, 1938)
- Alexis Clairaut (França, (1713 -1765)
- Josep Comas i Solà (Espanya, 1868 - 1937)
- Nicolau Copèrnic (Prússia, 1473 - 1543)

## D
- Andre Louis Danjon (França, 1890 - 1967)
- Eugène Joseph Delporte (Bèlgica, 1882 - 1955)
- Willem de Sitter (Països Baixos, 1872 - 1934)
- Robert Dicke (Estats Units, 1916 - 1997)
- Herbert Dingle (Estats Units, 1890 - 1978)
- Franjo Dominko, (Eslovènia, 1903 - 1987)
- Frank Drake (Estats Units, 1930)
- Henry Draper (Estats Units, 1837 - 1882)

## E
- Arthur Eddington (Anglaterra, 1882 - 1944)
- Albert Einstein (físic) (1879 - 1955)
- Eise Eisinga (Països Baixos, 1744 - 1828)
- Johann Encke (Alemanya, 1791 - 1865)
- Èudox de Cnidos (Cnidos, 408 aC - 347 aC)
- Eratòstenes (Alexandria, 276 aC - 194 aC)

## F
- David Fabricius (Països Baixos, 1564 - 1617)
- Johannes Fabricius (Països Baixos, 1587 - 1615)
- Hippolyte Fizeau, (França, 1819 - 1896
- John Flamsteed, (Anglaterra, 1646 - 1719)
- León Foucault, (França, 1819 - 1868)
- William Fowler (Estats Units, 1911 - 1995)

## G
- Galileo Galilei (Itàlia, 1564 - 1642)
- Johann Gottfried Galle (Alemanya, 1812 - 1910)
- George Gamow (Rússia, Estats Units, 1904 - 1968)
- Julio Garavito Armero (Colòmbia, 1865 - 1920)
- Carl Friedrich Gauss (Alemanya, 1777 - 1855)
- Riccardo Giacconi (Itàlia, 1931 -)
- David Gill (Regne Unit, 1843 - 1914)
- Thomas Gold (Estats Units, 1920 -)
- Alan Guth (Estats Units, 1947 -)

## H
- George Ellery Hale (Estats Units, 1868 - 1938)
- Asaph Hall (Estats Units, 1829 - 1907)
- Edmond Halley (Anglaterra, 1656 - 1742)
- William Hartmann (Estats Units, 1939)
- Stephen Hawking (Regne Unit, 1942)
- Thomas Henderson (Escòcia, 1798 - 1844)
- George Herbig (Estats Units, 1920)
- Caroline Herschel (Regne Unit, 1750 - 1848)
- John Herschel (Regne Unit, 1792 - 1871)
- William Herschel (Regne Unit, 1738 - 1822)
- Ejnar Hertzsprung (Dinamarca, 1873 - 1967)
- Antony Hewish (Regne Unit, 1924)
- Hiparc (Nicea, 190 aC - 120 aC)
- Cuno Hoffmeister (Alemanya, 1892 - 1968)
- Fred Hoyle (Regne Unit, 1915 - 2001)
- Edwin Powell Hubble (Estats Units, 1889 - 1953)
- William Huggins (Estats Units, 1824 - 1910)
- Russell Alan Hulse (Estats Units, 1950)
- Hendrik Christoffel van de Hulst (Països Baixos, 1918 - 2000)
- Christiaan Huygens (Països Baixos, 1629 - 1695)

## I
- I Sin (Xina, 683 - 727)

## J
- Karl Guthe Jansky (Estats Units, 1905 - 1950)

## K
- Jacobus Kapteyn (Països Baixos, 1851 - 1922)
- Johannes Kepler (Alemanya, 1571 - 1630)
- Kidinnu (Babilònia, 400 aC - 310 aC)
- Gerard Kuiper (Països Baixos, Estats Units, 1905 - 1973)

## L
- Nicolas Louis de Lacaille (França, 1713 - 1762)
- Joseph-Louis Lagrange (França, 1736 - 1813)
- Joseph Jêrôme Lalande (França, 1732 - 1807)
- Johann Heinrich Lambert (França, Alemanya, 1728 - 1777)
- Pierre-Simon Laplace (França, 1749 - 1827)
- William Lassell (Regne Unit, 1799 - 1880)
- Henrietta Swan Leavitt (Estats Units, 1868 - 1921)
- Guillaume Le Gentil (França, 1725 - 1792)
- Georges Lemaître (Bèlgica, 1894 - 1966)
- Pierre Charles Lemonnier (França, 1715 - 1799)
- Nicole-Reine Lepaute (França, 1723 - 1788)
- Urbain Le Verrier (França, 1811 - 1877)
- Bertil Lindblad (Suècia, 1895 - 1965)
- Norman Lockyer (Regne Unit, 1836 - 1920)
- Percival Lowell (Estats Units, 1855 - 1916)
- Bernard-Ferdinand Lyot (França, 1897 - 1952)

## M
- Adriaan van Maanen (Estats Units, 1884 - 1946)
- Michael Maestlin (Alemanya, 1550 - 1631)
- Simon Marius (Alemanya, 1573 - 1624)
- Edward Maunder (Anglaterra, 1851 - 1928)
- Charles Messier (França, 1730 - 1817)
- Rudolph Minkowski (Alemanya, 1895 - 1976)
- August Ferdinand Möbius (Alemanya, 1790 - 1868)
- Johannes Müller (Alemanya, 1436 - 1476)

## N
- Nabu-rimanni (Babilònia, 560 aC - 480 aC)
- Simon Newcomb (Estats Units, 1835 - 1909)
- Isaac Newton (Regne Unit, 1643 - 1727)
- Peter Nilson (Suècia, 1937 - 1998)

## O
- Heinrich Wilhelm Olbers (Alemanya, 1758 - 1840)
- Jan Hendrik Oort (Països Baixos, 1900 - 1992)

## P
- Cecilia Payne-Gaposchkin (Regne Unit i Estats Units, 1900 - 1979)
- Roger Penrose (Regne Unit, 1931)
- Arno Penzias (Alemanya, 1933)
- Christian Heinrich Friedrich Peters (Alemanya, 1813 - 1890)
- George Phillips Bond, (Estats Units, 1825 - 1865)
- Giuseppe Piazzi (Itàlia, 1746 - 1826)
- Jean Picard (França, 1620 - 1682)
- Edward Charles Pickering (Estats Units, 1846 - 1919)
- William Henry Pickering (Estats Units, 1858-1938)
- Richard Proctor (Anglaterra, 1837 - 1888)
- Claudi Ptolemeu (Alexandria, 85 - 165)

## Q
- Adolphe Quetelet (Bèlgica, 1796 - 1874)

## R
- Pavla Ranzinger (Eslovènia)
- Grote Reber (Estats Units, 1911)
- Regiomontanus (Johannes Müller), Alemanya, 1436 - 1476)
- Erasmus Reinhold (Prússia, Alemanya, 1511 - 1553)
- Giovanni Battista Riccioli (Itàlia, 1598 - 1671)
- Ole Christensen Rømer (Dinamarca, 1644 - 1710)
- Bruno Rossi (Itàlia, 1905 - 1993)
- Vera Rubin (Estats Units, 1928)
- Henry Norris Russell (Estats Units, 1877 - 1957)

## S
- Carl Sagan (Estats Units, 1934 - 1996)
- Edwin Salpeter (Àustria, Austràlia, Estats Units, 1924)
- Bernhard Schmidt (Estònia, Suècia, Alemanya, 1879 - 1935)
- Heinrich Schwabe (Alemanya, 1789 - 1875)
- Karl Schwarzchild (Alemanya, 1873 - 1916)
- Carl Keenan Seyfert (Estats Units, 1911 - 1960)
- Maarten Schmidt (1929 -)
- Harlow Shapley, (Estats Units, 1885 - 1972)
- Ióssif Xklovski (Rússia, 1916 - 1985)
- Eugene Shoemaker, (Estats Units, 1928 - 1997)
- Edward Singleton Holden, (Estats Units, 1846 - 1914)
- Vesto Slipher (Estats Units, 1875 - 1969)
- Gustav Spörer (Alemanya, 1822 - 1895)
- Otto Struve (Rússia, Estats Units, 1897 - 1963)

## T
- Tales de Milet (Milet, 635 aC - vora 545 aC)
- Joseph Taylor (Estats Units, 1941)
- Thàbit ibn Qurra (Iraq, 826 - 901)
- Kip Thorne (Estats Units, 1940)
- Clyde Tombaugh (Estats Units, 1906 - 1997)
- Robert Trumpler (Estats Units, 1886 - 1956)

## U
- Ulugh Beg (Iran, 1394 - 1449)

## V
- Yrjo Vaisala (Finlàndia, 1891 - 1971)
- James Van Allen (Estats Units, 1914)
- Hermann Carl Vogel (Alemanya, 1841 - 1907)
- Joseph von Fraunhofer (Alemanya, 1787 - 1826)
- Friedrich von Struve (Alemanya, Rússia, 1793 - 1864)
- Franz Xaver von Zach (Hongria, 1754 - 1832)
- Karl von Weizsäcker (Alemanya, 1912)

## W
- Godefroy Wedelin (Bèlgica, 1580 - 1667)
- John Wheeler (Estats Units, 1911)
- Fred Whipple (Estats Units, 1906)
- Paul Wild (Suïssa 1925 - 2014)
- Robert Woodrow Wilson (Estats Units, 1936)
- Maximilian Wolf (Imperi Alemany, 1863 - 1932)
- Rudolf Wolf (Imperi Alemany, 1816 - 1893)

## Y
- Charles Augustus Young (Estats Units, 1834 - 1908)

## Z
- Iàkov Borisóvitx Zeldóvitx (Unió Soviètica, 1914 - 1987)
- Zhang Daqing (Xina, 1969 –)
- Zhang Heng (Xina, 78 – 139)
- Zhang Yuzhe (Xina, 1902 – 1986)
- Fritz Zwicky (Suïssa i Estats Units, 1898 - 1974)